# 5293 Bentengahama
5293 Bentengahama (1991 BQ2) là một tiểu hành tinh vành đai chính được phát hiện ngày 23 tháng 1 năm 1991 bởi Masanori Matsuyama và Watanabe ở Kushiro.